# Dej
Dej (en hongrois Dés, en allemand Desch, jadis Burglos) est une ville de Transylvanie, en Roumanie. Elle est située à 60 km au nord de Cluj-Napoca, dans le județ de Cluj, au confluent des Grand et Petit Someș.

## Histoire

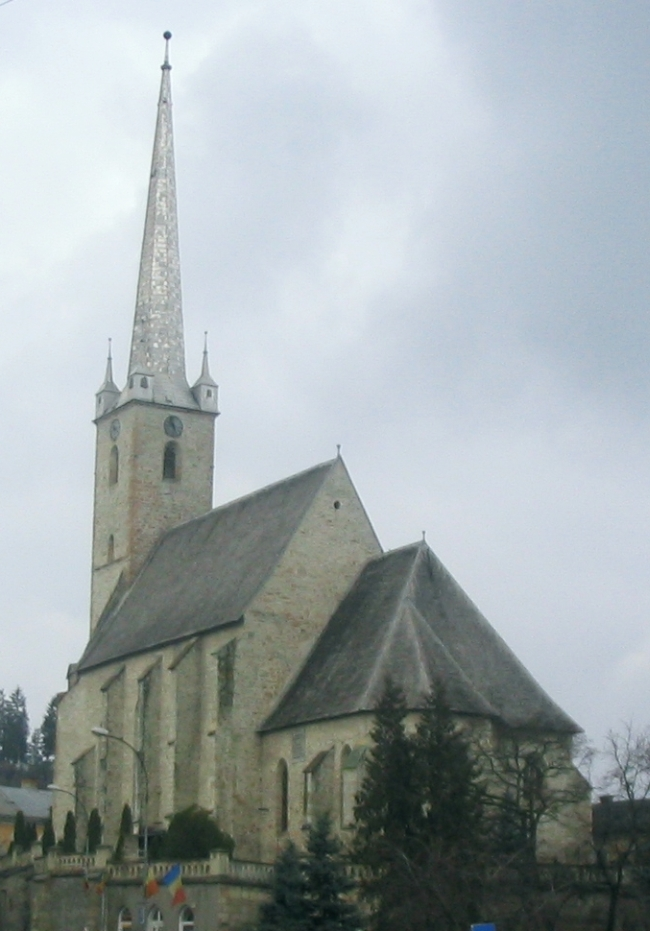
L'église réformée de Dej.

De 1940 jusqu'à la fin de 1944, la ville abrite un ghetto (Ghetto de Dej) où on enferme 7 800 juifs des environs. Ceux-ci y vivent dans des conditions exécrables, certains périssent sur place et la majeure partie d'entre eux sont déportés vers le camp d'extermination d'Auschwitz pour y être mis à mort.

## Démographie
Lors du recensement de 2011, 81,79 % de la population se déclarent roumains, 11,28 % comme Hongrois, 1,02 % comme roms (5,74 % ne déclarent pas d'appartenance ethnique et 0,74 % déclarent appartenir à une autre ethnie).

## Politique
| Parti | Parti                                      | Sièges |
| ----- | ------------------------------------------ | ------ |
|       | Parti social-démocrate (PSD)               | 11     |
|       | Parti national libéral (PNL)               | 5      |
|       | Union démocrate magyare de Roumanie (UDMR) | 2      |
|       | Parti de la Grande Roumanie (PRM)          | 1      |

## Personnalités nées à Dej
- Zsigmond Czakó, écrivain
- Paul Papp, footballeur
- Victor Cupsa, peintre
- Ana Novac, écrivaine
- Randolph L. Braham, historien

## Jumelages
- Beauvais (France), depuis 1995.
- Le Quesnoy (France)
- Saint-Quentin (France)
- Balassagyarmat (Hongrie)
- Tokaj (Hongrie)
- Dalfsen (Pays-Bas)